# Wang Zongyuan
Wang Zongyuan (24 ottobre 2001) è un tuffatore cinese, vincitore di tre medaglie olimpiche (due d'oro, due d'argento) e di nove medaglie d'oro ai campionati mondiali di nuoto.

## Palmarès
- Giochi olimpici

Tokyo 2020: oro nel sincro 3m, argento nel trampolino 3m.
Parigi 2024: oro nel sincro 3m, argento nel trampolino 3m.
- Mondiali

Gwangju 2019: oro nel trampolino 1m.
Budapest 2022: oro nel trampolino 1m, nel trampolino 3m e nel sincro 3m.
Fukuoka 2023: oro nel trampolino 3m e nel sincro 3m.
Doha 2024: oro nel trampolino 3m e nel sincro 3m.
Singapore 2025: oro nel sincro 3m, bronzo nel trampolino 3m.
- Giochi mondiali militari

Wuhan 2019: oro nel trampolino 1m, nel sincro 3m e nella gara a squadre, argento nel trampolino 3m.

### Coppa del Mondo
- Vincitore della Coppa del Mondo del trampolino 3m nel 2022, nel 2024 e nel 2025
- Vincitore della Coppa del Mondo del sincro 3m nel 2022 e nel 2024
- Vincitore della Coppa del Mondo del team event nel 2024 e nel 2025

## Riconoscimenti
- Atleta dell'anno World Aquatics: 2022